# Тече вода
«Тече вода» (рус. Течёт вода) — альбом певицы Софии Ротару, все песни которого исполнены на украинском языке. Альбом записан в 2004 году на студии Franchising Records и издан на CD. Альбом представляет собой компиляцию студийных записей, сделанных Софией Ротару на Украинском радио и в Киевской студии звукозаписи в 70-80-е годы, в том числе песен, ранее не издававшихся на пластинках и не исполнявшихся на концертах. На Украине альбом реализован тиражом в 300 000 копий. Также выпущен в России, объём продаж достиг отметки в 180 000 копий.
Альбом вошёл в десятку лучших альбомов Украины, в категории «Самый ностальгический». Многие из исполненных песен Софией Ротару стали частью украинской поп-фолк культуры.

## Список композиций
| #   | Русское название                                                         | Название на языке оригинала | Время |
| --- | ------------------------------------------------------------------------ | --------------------------- | ----- |
| 1.  | «Течёт вода» Слова: Ю. Рыбчинский Музыка: И. Поклад                      | укр. Тече вода              | 3:52  |
| 2.  | «Проходит день» Слова: Ю. Рыбчинский Музыка: Николай Мозговой            | укр. Минає день             | 4:15  |
| 3.  | «Белые нарциссы» Слова: В. Крищенко Музыка: Г. Татарченко                | укр. Білі нарциси           | 3:48  |
| 4.  | «Песня будет между нами» Слова: Владимир Ивасюк Музыка: Владимир Ивасюк  | укр. Пісня буде поміж нас   |       |
| 5.  | «День с тобой» Слова: Р. Братунь Музыка: Владимир Ивасюк                 | укр. День з тобою           |       |
| 6.  | «Дальняя даль» Слова: Д. Павличко Музыка: Владимир Ивасюк                | укр. Даль-далина            |       |
| 7.  | «Баллада о мальвах» Слова: Б. Гура Музыка: Владимир Ивасюк               | укр. Балада про мальви      | 4:23  |
| 8.  | «В первый раз» Слова: Николай Мозговой Музыка: Николай Мозговой          | укр. Вперше                 | 3:27  |
| 9.  | «Кленовый огонь» Слова: Ю. Рыбчинский и М. Ваньо Музыка: Владимир Ивасюк | укр. Кленовий вогонь        |       |
| 10. | «Мой аистовый край» Слова: Г. Булах Музыка: И. Поклад                    | укр. Краю мій лелечий       |       |
| 11. | «Ты земля моя» Слова: Ю. Рыбчинский Музыка: О. Осадчий                   | укр. Ти земле моя           | 4:20  |
| 12. | «Эхо шагов» Слова: В. Вознюк Музыка: Владимир Ивасюк                     | укр. Відлуння кроків        | 4:19  |
| 13. | «Два перстня» Слова: Владимир Ивасюк Музыка: Владимир Ивасюк             | укр. Два перстені           |       |
| 14. | «У судьбы своя весна» Слова: Ю. Рыбчинский Музыка: Владимир Ивасюк       | укр. У долі своя весна      | 3:50  |
| 15. | «Лишь раз цветёт любовь» Слова: Б. Стельмах Музыка: Владимир Ивасюк      | укр. Лиш раз цвіте любов    |       |
| 16. | «Вернись из воспоминаний» Слова: Р. Братунь Музыка: Владимир Ивасюк      | укр. Вернись із спогадів    |       |
| 17. | «Пригласи меня в сны» Слова: Б. Стельмах Музыка: Владимир Ивасюк         | укр. Запроси мене у сни     | 4:36  |
| 18. | «Удача» Слова: М. Ткач Музыка: О. Осадчий                                | укр. Фортуна                | 4:06  |
| 19. | «Эхо верности» Слова: В. Близнюк Музыка: А. Святогоров                   | укр. Відлуння вірності      |       |
| 20. | «Поверь глазам» Слова: В. Кудрявцев Музыка: Владимир Ивасюк              | укр. Повір очам             |       |